# Alderella
Alderella is een geslacht van weekdieren uit de klasse van de Gastropoda (slakken).

## Soort
- Alderella comosa (A. Costa, 1867)